# Pelargonium acetosum
Pelargonium acetosum gehört zur Gattung Pelargonium innerhalb der Familie der Storchschnabelgewächse (Geraniaceae). Die Art wurde erstmals von Linné im Jahr 1753 als Geranium acetosum beschrieben.

## Beschreibung

### Vegetative Merkmale
Die Art wächst mit als stark verzweigter Kleinstrauch mit halbsukkulenten Trieben und erreicht Wuchshöhen von bis zu 60 Zentimeter. Die glauk-grünen und wenig fleischigen Blätter haben eine verkehrt eiförmige Spreite mit keilförmiger Basis. Der meist rote Blattrand ist grob gekerbt und der Blattstiel kurz ausgebildet. Die Nebenblätter sind eiförmig.

### Generative Merkmale
Der Blütenstand ist verzweigt und jeder Teilblütenstand trägt 2 bis 7 Einzelblüten. Die Kelchblätter sind grün bis rötlich braun gefärbt. Von den fünf leuchtend lachsrosa bis fast weiß gefärbten und schmal länglichen Kronblättern sind die beiden oberen kaum zurückgebogen und eher aufrecht stehend und haben oft Markierungen. Die drei unteren Kronblätter sind in einem Winkel von 90° zu den oberen angeordnet. Es sind fünf unterschiedlich lange fertile Staubblätter vorhanden.

### Chromosomenzahl
Die Chromosomenzahl beträgt 2n = 18.

## Vorkommen
Pelargonium acetosum kommt aus der südafrikanischen Provinz Ostkap.

## Taxonomie
Die Erstbeschreibung als Geranium acetosum erfolgte 1753 durch Carl von Linné. Charles Louis L’Héritier de Brutelle stellte die Art 1789 in die von ihm neu geschaffene Gattung Pelargonium.
Synonyme sind Ciconium acetosum (L.) Eckl. & Zeyh. (1836) und Geraniospermum acetosum (L.) Kuntze (1891).
Die Art gehört zur Sektion Ciconium (Sweet) Harv. Sie wird in der Roten Liste der gefährdeten Pflanzenarten Südafrikas als „Least Concern“ = „nicht gefährdet“ bewertet.

## Nachweise